# Abraham Plessner
Abraham Plessner (rus: Абрам Иезекиилович Плеснер)  (Łódź, 13 de febrer de 1900 - Moscou, 18 d'abril de 1961) va ser un matemàtic soviètic.

## Vida i Obra
Plessner va nàixer a Łódź quan aquesta ciutat era de sobirania russa. Era fill d'una rica família jueva de fabricants tèxtils. Va començar els estudis secundaris el 1909 en rus; a partir de 1914 amb l'ocupació alemanya els va fer en alemany i l'últim curs, 1918-19, el va fer en polonès. El 1919 va ingressar a la universitat de Giessen en la qual es va doctorar el 1922, després d'estances d'estudis a la universitat de Göttingen i a la de Berlín. Després va treballar a la universitat de Marburg però quan la seva habilitació va ser rebutjada a Giessen amb el pretexte formal que era ciutadà soviètic (però, en realitat, per antisemitisme) va decidir emigrar a la Unió Soviètica.
Des de principis dels anys 1930's va treballar com professor de la universitat Estatal de Moscou. El 1936 va ser un dels fundadors de la revista Успехи Математических Наук (Avenços en Ciències Matemàtiques). Des de 1939 va compaginar la docència universitària amb el seu treball a l'Institut Steklov de Matemàtiques de l'Acadèmia Soviètica de Ciències. El 1948 s'inicia a l'URSS la lluita contra els cosmopolites sense arrels (expressió russa per a referir-se despectivament als jueus) i l'any següent, a instàncies d'Ivan Vinogràdov, va ser acomiadat de tots els càrrecs. El onze anys següents fins a la seva mort van ser penosos: sense ingressos regulars, només els de la seva dona, i empitjorant la malaltia que patia en una cama (de la que havia estat operat el 1922 i que l'obligava a portar bastó). Tot i així, el 1960, un any abans de la seva mort, alguns deixebles seus van publicar a la revista que ell havia fundat un article laudatori de la seva persona.
Plessner va ser un dels fundadors de l'escola moscovita d'anàlisi funcional. Durant els seus anys d'ostracisme va deixar pràcticament acabat un tractat sobre teoria espectral, Спектральная теория линейных операторов (Teoria espectral d'operadors lineals), que va ser editat pels seus deixebles de forma pòstuma el 1965 i traduït a l'anglès el 1969.